# Misora
misora（みそら）は、京セラが日本国内向けに開発した、auブランドを展開するKDDIおよび沖縄セルラー電話のCDMA 1X WIN対応携帯電話である。名前の由来は「水」と「空」から来ている。製造型番はKYX02（けーわいえっくす ぜろにい）。
なお、本機のデザインはかつてのau design projectの中心人物だった小牟田啓博率いるデザイン事務所の「Kom＆Co.」が企画し、プロダクトデザイナーの迎義孝がデザインを手がけている。

## 概要
同キャリア向けの従来の「au design project」、ならびに「NEW STANDARD」に代わる新ブランドである「iida（イーダ）」シリーズの第2弾として企画された音声用端末である。なお、最大16GBまでのmicroSDHCカードのサポートに対応している点を除けば、内部基板および対応サービスは同社の同キャリア向けのベルトのついたケータイ NS01（KYX01）と同一である。

## 沿革
- 2009年（平成21年）4月7日 - KDDIより公式発表。
- 2009年6月27日 - 日本全国にて一斉発売。
- 2010年（平成22年）6月 - 販売終了。
- 2012年（平成24年）7月22日 - L800MHz帯（旧800MHz帯・CDMA Bandclass 3）によるサービスの停波によりそれ以降はN800MHz（新800MHz帯・CDMA Bandclass 0 Subclass 2）帯および2GHz（CDMA Bandclass 6）帯の各サービスで利用する事となる（予定）。

## 対応サービス
| 主な対応サービス | 主な対応サービス                                                      | 主な対応サービス                        | 主な対応サービス         |
| --- | --------------------------------------------------------------------- | --------------------------------------- | ------------------------ |
| LISMO! (着うたフル) (着うたフルプラス) (LISMOビデオクリップ) (LISMO Video) LISMO Book EZ「着うた」 （ハイクオリティステレオ(HE-AAC)対応） | EZケータイアレンジ                                                    | バーコードリーダー&メーカー             | PCサイトビューアー       |
| EZチャンネル EZチャンネルプラス | au BOX                                                                | Touch Message                           | EZFeliCa                 |
| PCドキュメントビューアー | じぶん銀行アプリ                                                      | EZアプリ(BREW)                          | オープンアプリプレイヤー |
| ケータイ de PCメール | デコレーションメール                                                  | デコレーションアニメ                    | au one メール            |
| EZナビウォーク | EZ助手席ナビ                                                          | 安心ナビ                                | 災害時ナビ               |
| 緊急通報位置通知 | ワンセグ                                                              | グローバルパスポート (レンタルサービス) | フェイク着信             |
| au Smart Sports (Run & Walk / Karada Manager)                                                                                             | 赤外線通信 (IrDA) auフェムトセル (別途、ケータイアップデートにて対応) | 制限モード                              | 通話モード               |

など